# Harald Hårdråde
Harald Hårdråde (Sigurdsson) (fornnordiska: Haraldr harðráði Sigurðarson) också känd som Harald Bulgarbrännaren, född 1015, son till Sigurd Syr och Åsta (ej att förväxla med Astrid "Asta" Olofsdotter, Haralds halvbror Olof den heliges hustru), död 25 september 1066 i slaget vid Stamford Bridge i England. Han var kung av Norge 1045–1066. 
Harald Hårdråde var gift med Ellisif, Elisabet av Kiev, dotter till Jaroslav I och Ingegärd Olofsdotter av Sverige. Han uppges i den senare sagalitteraturen vara Oslos grundläggare. Utgrävningar tyder dock på att Oslos bebyggelse är äldre, men Kungsgården och Mariakyrkan anses vara från Harald Hårdrådes tid.

## Uppväxt och unga år
Harald föddes i Ringerike, i Norge. Hans mor var Åsta Gudbrandsdatter i sitt andra äktenskap med Sigurd Syr. Åsta hade tidigare varit gift och blivit mor till Olof Haraldsson. Harald Sigurdsson visade tidigt tecken på stora ambitioner och beundrade sin 20 år äldre storebror Olof. Olof var en framgångsrik viking och plundrade i svenska farvatten och runt Danmarks kuster. År 1015 utropade han sig till kung av Norge och fortsatte härnadståg mot sin jämnårige rival Knut den store av Danmark. År 1025 förlorade Olof och den svenske kungen Anund Jakob ett sjöslag vid Helgeå i Skåne. De norska jarlarna blev missbelåtna och valde Håkon Eriksson ladejarl som regent under Knut den store 1028. Olof Haraldsson tog med sig sin halvbror Harald och flydde till Gårdarike.

### Slaget vid Stiklestad
När Håkon Eriksson drunknade vid ett härnadståg 1029 såg Olof Haraldsson en möjlighet att återta makten. På vägen till Norge från Gårdarike samlade han bönder och krigare från Sverige, Norge och Island och gick in i Trøndelag med 7000 man under flera kända hövdingar. Vid Verdal stod Slaget vid Stiklestad. Olof Haraldsson dödades och bondehären vann slaget. Harald Sigurdsson flydde till Sverige och fortsatte sedan till Gårdarike.

### Harald i Gårdarike
I Sverige träffade Harald andra svenskar som deltagit i stridigheterna i Stiklestad. År 1031 seglade de till Gårdarike och fick tjänst hos storfursten Jaroslav I av Kiev som var gift med Ingegärd, dotter till Olof Skötkonung och syster till den dåvarande svenske kungen Anund Jakob. Harald stannade några år i Kievriket och deltog tillsammans med andra nordmän i strider mot polackerna. 1034 reste Harald vidare med femhundra krigare till Bysantinska riket där de fick tjänst i Väringagardet hos Mikael IV i Miklagård.

## Värvning i Bysantinska riket
Den bysantinske kejsaren styrde över alla riken i östra Medelhavet till södra Italien. På 1000-talet började arabiska pirater härja i Egeiska havet. Harald och hans män fick tjänst i kejsarens flotta med uppdrag att skydda Miklagård och bekämpa piraterna. Många pirater tillfångatogs och dödades eller blev sålda som slavar.

### Sicilien
På 1030-talet anlände många normandiska krigare till Italien och blev legosoldater hos kejsare och kungar som stred om makt och mark. Bland dem kom tre söner till Tankred av Hauteville.
År 1038 hade kejsar Mikael fått kontroll över Mindre Asien och skickade sin general Maniakes till Italien för att återerövra Sicilien. Harald Hårdråde och hans krigare deltog i fälttåget. Maniakes anlitade också normandiska krigare. Efter tjänst med de kejserliga styrkorna steg Harald Hårdråde i graderna till manglavites, en hederstitel.
Efter att ha kämpat mot bulgarerna på Balkan, utnämndes han till livvaktsofficer, spatharokandidates. 

## Återkomst till Skandinavien

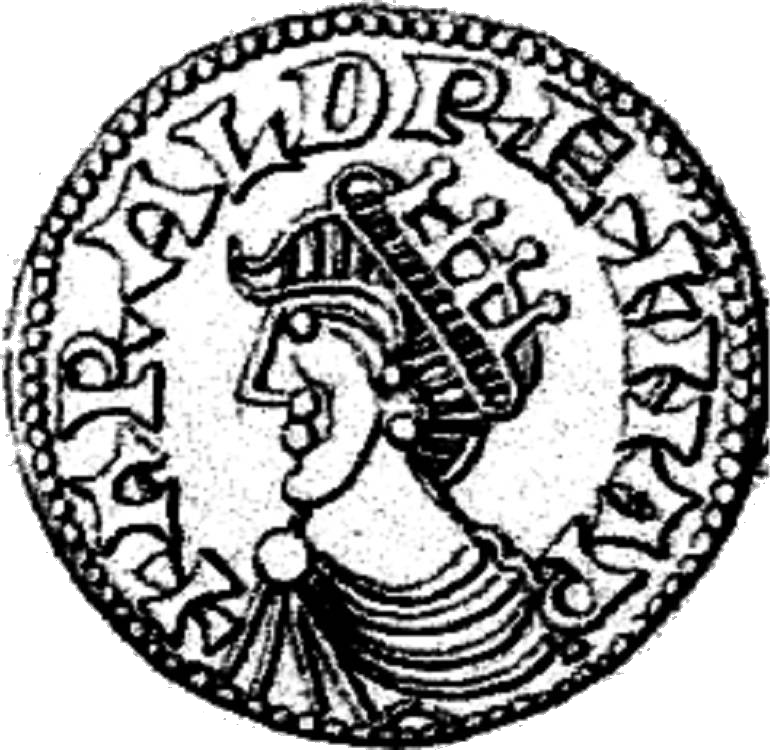
Mynt slaget för kung Harald Hårdråde

Efter att Mikael IV dött blev Harald involverad i tronstridigheterna, och tog ställning mot Mikael V Kalafates, som också förlorade mot änkekejsarinnan Zoë. Harald påstod sig vara den som personligen stuckit ut kejsarens ögon. Harald önskade efter detta resa norrut, men Zoës nye make, kejsar Konstantin IX Monomachos, nekade Harald detta. Han flydde därför med en stor förmögenhet och gifte sig med storfurst Jaroslavs dotter Ellisif (Elisaveta/Elisabet) i Kiev. 
År 1045 reste Harald Hårdråde till Sverige och anlände till Sigtuna. Han gjorde anspråk på den norska tronen, vilket erkändes året därpå. Harald blev då medregent till sin brorson Magnus den gode.

## Kung av Norge

Nordsjöväldet 1016-1042 under Knut den store.

Vid Magnus död två år senare var Harald Hårdråde ensam kung. Han föresatte sig att återupprätta Nordsjöväldet som hade upphört 1042.
Harald angrep Danmark med norska flottor, och danske kungen Sven Estridsson gick en augustikväll 1062 till attack mot Harald, ett slag som ägde rum vid Nissans mynning utanför Hallands kust. Sven förlorade och lyckades med nöd klara sig i land. Fred slöts på Danaholmen i Göta älv. 

### Slaget vid Stamford Bridge
År 1066 seglade Kung Harald till England med 300 skepp. Han erövrade Scarborough som grundats av norska vikingar på 900-talet. Därefter seglade vikingarna uppför floden Humber och gick i land vid byn Riccall söder om York. Där mötte de två engelska styrkor under grevarna Edwin of Mercia och Morcar of Northumbria. Dessas styrkor besegrades och Harald hade därmed nått sitt mål. Men den 25 september 1066 inträffade en ny drabbning vid Stamford Bridge. Kungen träffades av en pil i strupen och dog omedelbart. Detta markerade slutet för Vikingatiden.
Den 14 oktober 1066 invaderade Normander södra England och Slaget vid Hastings ägde rum. Vilhelm Erövraren blev kung av England efter de anglosaxiska kungarna.

## Harald Hårdrådes barn
Med Ellisif:
1. Maria Haraldsdotter
2. Ingegerd Haraldsdotter

Med Tora Torbergsdotter:
1. Magnus
2. Olav Kyrre

## Eftermäle
År 1905 restes en minnessten över Harald Hårdråde på ett torg i centrala Oslo, staden som han grundade nästan tusen år tidigare. En relief i brons föreställer ryttaren Hårdråde och torget döptes om till Harald Hårdrådes plats.
År 1950 tillverkade skulptören Anne Grimdalen en relief i sten med Harald Hårdråde till häst. Reliefen sattes upp på västra fasaden till Oslo rådhus.

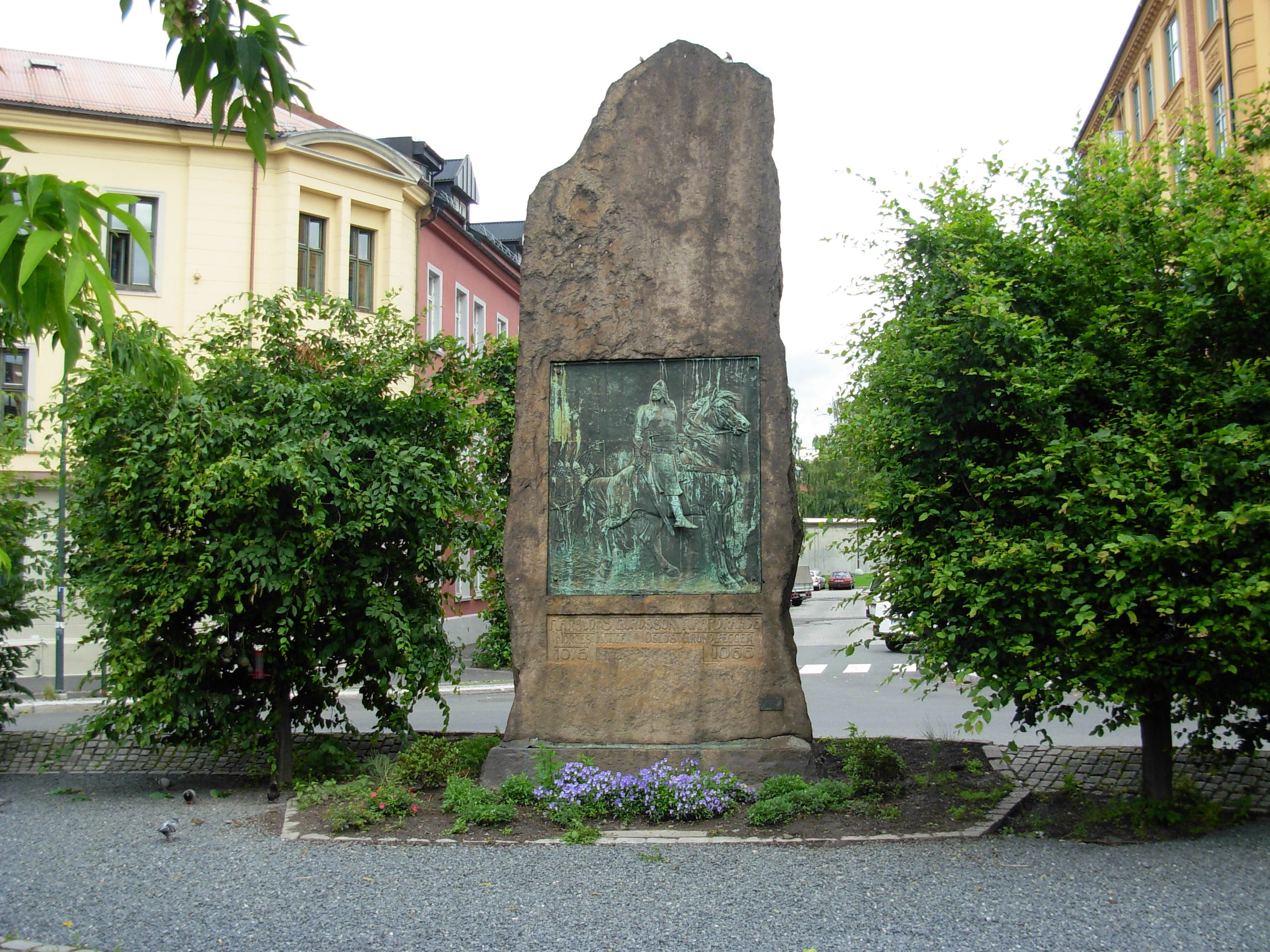
Bauta Harald Hardrades plass.
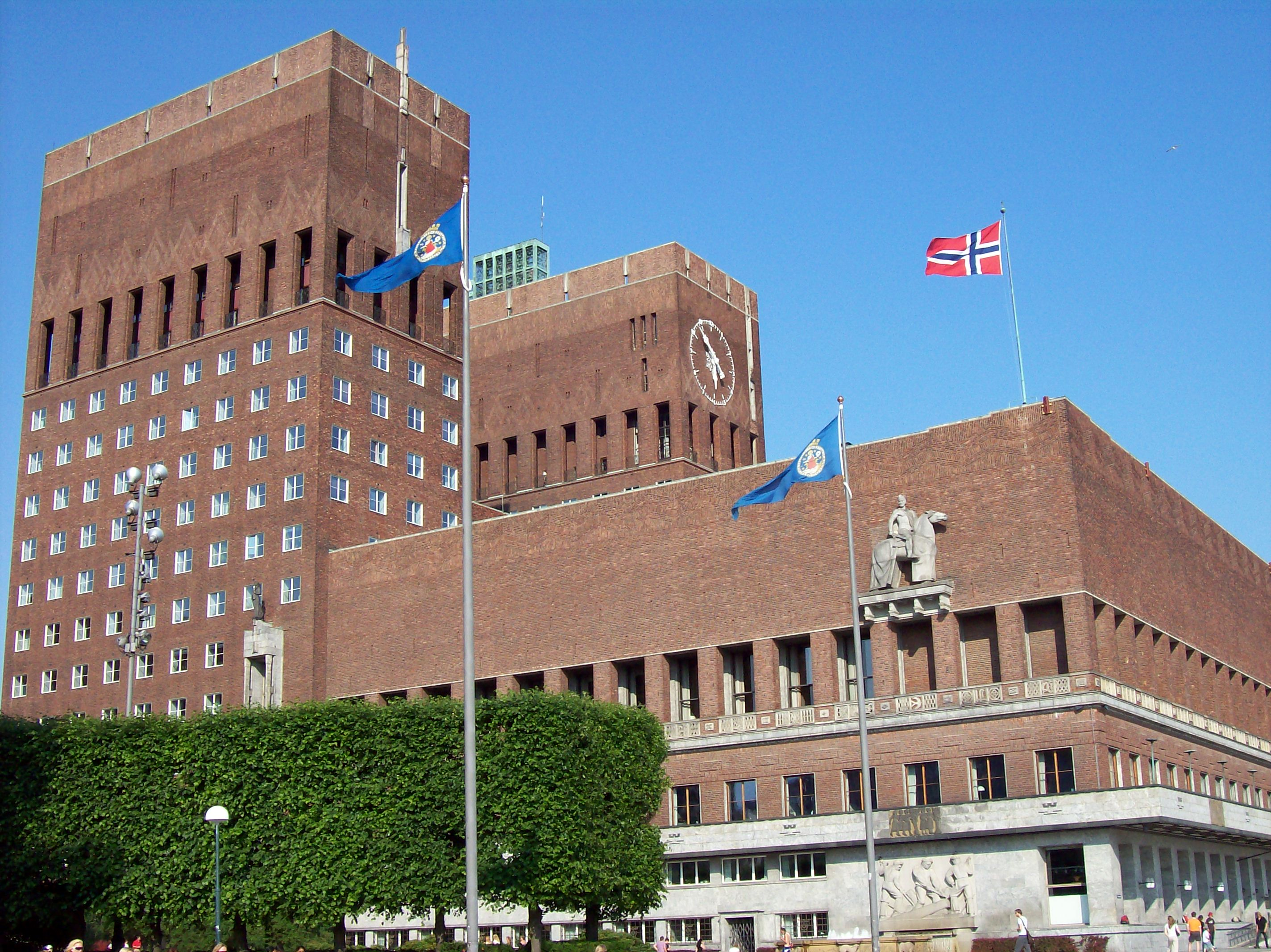
Oslo city hall - Relief Hårdråde.